# Шон Рей
Шон Рей (англ. Shawn Ray; 9 вересня 1965 року, Фуллертон, штат Каліфорнія, США) — американський професійний бодібілдер, переможець професійних турнірів, учасник турніру «Містер Олімпія».

## Біографія
Шон Рей народився 9 вересня 1965 року в Фуллертоні, штат Каліфорнія, США.

## Кар'єра культуриста
За свою кар'єру Шон Рей, прозваний «генетичним дивом», більше 30-ти разів входив до п'ятірки найкращих атлетів на змаганнях. Дебютом стала перемога на юнацьких змаганнях в Лос-Анджелесі в 1983 році. Свій перший професійний контракт в бодібілдингу Рей підписав у 1988 році. Він взяв участь в шести документальних фільмах: «Lifestyles of the Fit & Famous», «Final Countdown», «Inside & Out- Behind the Muscle», «To The Extreme», «Best of Shawn Ray» і «Fitness After 40», знявся в біографічному фільмі. Рей часто знімався для журналів, був на обкладинках журналу Flex. Він згаданий в Новій Енциклопедії сучасного бодібілдингу складеної Біллом Доббінсом і Арнольдом Шварценеггером. Рей також написав книгу про те, як стати культуристом, яка називається «Шлях Шона Рея». Шон був співвласником журналу ESPN протягом 5 років, а також протягом 8 років був коментатором на змаганнях ESPN і співведучим на конкурсах Містер Олімпія 2006 і 2007 років, які проходили в Лас-Вегасі, штат Невада.
Шон був першим професійним культуристом, який не пройшов допінг-контроль на конкурсі «Арнольд Класік» в 1990 році і був дискваліфікований. Але вже в 1991 році він виграв цей титул. Рей закінчив кар'єру професійного бодібілдера в 2001 і зайнявся бізнесом. Він входив до п'ятірки найкращих на Олімпії в плині дванадцять років поспіль з 1990 по 2001 роки.
Шон Рей включений в Зал Слави професійного бодібілдингу IFBB.

## Цікаві факти
За час змагальної кар'єри Шон Рей зумів хоча б один раз обійти кожного зі своїх конкурентів. (Крім Хейни і Доріан Ятса)